# Nathaniel Buzolic

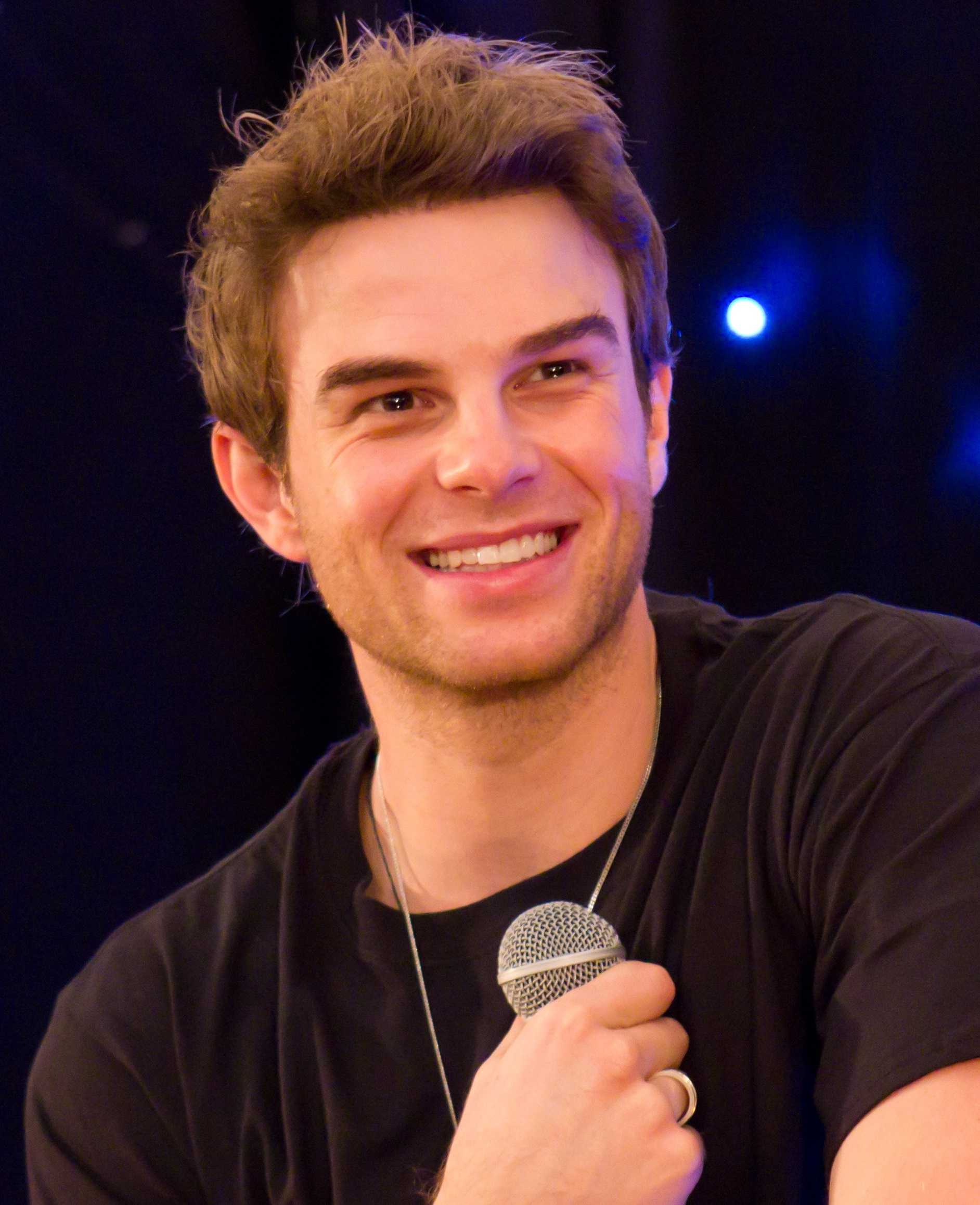
Nathaniel Buzolic 2013.

Nathaniel Buzolic, född 4 augusti 1983, är en australisk skådespelare med kroatiskt ursprung. 
Buzolic har bland annat spelat Paul O'Donnell i den australiska TV-serien Out of the Blue, vampyren Kol Mikaelson i TV-serien The Vampire Diaries och Dean Stavros i TV-serien Pretty Little Liars.

## Filmografi i urval
- 2012–2014 – The Vampire Diaries (TV-serie)
- 2014–2015 – Pretty Little Liars (TV-serie)
- 2016 – Hacksaw Ridge